# Ранок за вечір мудріший
«Ранок за вечір мудріший» (рос. «Утро вечера мудренее» — радянський художній фільм 1981 року, знятий на Кіностудії ім. О. Довженка.

## Сюжет
Батько і син Доценко працюють в одному цеху. Процвітання рідного заводу важливе і для батька, і для сина. Але незважаючи на це, між ними часто виникають розбіжності, тому що батько вважає сина несерйозною людиною.

## У ролях
- Дмитро Франько — Тарас Тимофійович Доценко, батько Юрія, майстер токарної дільниці
- Сергій Іванов — Юрій Доценко, токар
- Марина Шиманська — Сусанна Холодова, медсестра
- Антоніна Жмакова — Ірма, сестра Сусанни
- Ярослав Гаврилюк — Петро Калита, токар
- Людмила Чиншева — Надя, дружина Петра
- Володимир Коваль — Володя, чоловік Ірми
- Галина Жирова — мати Юри
- Володимир Пожидаєв — Коля, токар
- Валентина Івашова — Варвара Матвіївна, мати Сусанни
- Анатолій Білий — епізод
- Михайло Ігнатов — Семен, токар
- Володимир Костюк — член бригади
- Костянтин Лінартович — член бригади
- Віталій Семенцов — член бригади
- Валентин Грудінін — епізод
- Степан Жайворонок — епізод
- Олег Коритін — хуліган
- Євген Лисенко — епізод
- Віктор Плотников — епізод
- Сергій Пономаренко — міліціонер
- Ігор Слобідський — Павло Маркович, рентгенолог

## Знімальна група
- Режисер-постановник: Олександр Муратов
- Сценаристи: Олександр Муратов, Георгій Шевченко
- Оператор-постановник: Олександр Яновський
- Художник-постановник: Лариса Жилко
- Композитор — Віктор Векштейн; автор тексту пісні — Яків Халецький
- Вокально-інструментальний ансамбль «Поющие сердца»
- Звукооператор: З. Копистинська
- Режисер: Емілія Іллєнко
- Оператори: Богдан Вержбицький, Олег Маслов-Лисичкін
- Редактор: Інеса Размашкіна
- Режисер монтажу: Єлизавета Рибак
- Комбіновані зйомки: оператор — М. Бродський, художник — Михайло Полунін
- Директор картини: Олег Пікерський